# Часовня-усыпальница Иолшиных
Часовня-усыпальница Иолшиных — часовня на старом кладбище в городе Рогачёв Гомельской области. Построена на рубеже XIX—XX веков. Памятник архитектуры неорусского стиля  .
В часовне-усыпальнице похоронены меценат Василий Васильевич Иолшин (1824-1898), речицкий предводитель дворянство и его супруга Варвара Алексеевна.
Ее решает центральное четырехгранное башнеобразное сооружение, завершенное шатром с луковичным главкой. Архитектурный декор (профилированные тяги, ниши, дентикул, гирьки ) облицован кирпичом. Арочные ниши, проемы входа и окон отделан кокошниками. Внутри помещение перекрыто закрытым сводом.